# Eddy Freundt
Eddy Freundt (* 24. April 1929 in Hamburg; † 16. Juli 1990) war ein erfolgreicher deutscher Trabrennsportler. Er gewann elfmal das Championat der Berufsfahrer, zwölfmal das Berufstrainerchampionat und war einmal Europameister der Berufsfahrer.

## Leben
Nach Übersiedelung nach Berlin begann Eddy Freundt 1943 seine Lehre bei seinem Vater Albert Freundt. Sein Werdegang schien vorprogrammiert zu sein, denn bereits sein Großvater Willy Freund und auch sein Urgroßvater waren im Trabrennsport aktiv gewesen. Nachdem sein Vater 1944 zur Wehrmacht einberufen wurde, beendete Freundt seine Lehre bei Jonny Mills.
1948 gelang Eddy Freundt sein erster großer Sieg im Stuten-Prüfungspreis mit Ortlind. Bereits 1949 verfügte er über seine Trainerlizenz und betrieb einen eigenen Trainingsstall in Berlin zusammen mit seinem Vater. Schon bald dominierten er und Gerhard Krüger die Berliner Rennbahnen. Zwischen ihm und Krüger kam es im Jahr 1953 zur beruflichen Zusammenarbeit im Trainingsstall. Eine Häufung skurriler Rennausgänge führte schließlich dazu, dass die Aufsichtsbehörde eingeschaltet wurde. Freundt und Krüger wurden mit Geldstrafen und einem vorübergehenden Entzug der Fahrererlaubnis belegt.
1954 verzog Eddy Freund nach Westdeutschland und sicherte sich gleich mit Albano die Schwarzen Diamanten auf der Trabrennbahn Recklinghausen sowie den Großen Preis von Westdeutschland in Gelsenkirchen. Er konnte nahtlos an seine sportlichen Erfolge anknüpfen. Nachdem er 1957 dafür gesorgt hatte, dass der aus französischer Zucht stammende Top-Traber Io d’Amour in den Stall Kurier gewechselt war, gewann er mit diesem das Elite-Rennen 1957 auf der Trabrennbahn Gelsenkirchen. 1958 gewann Freundt sein erstes Trainer-Championat mit 290 Siegen, nur ein Jahr später verdrängte er mit 253 Siegen Gerhard Krüger von der Spitze des Berufsfahrer-Championats.
In der Folge dominierte Freundt das Fahrer-Championat in jedem Jahr. Am 5. April 1964 gelang ihm in Gelsenkirchen ein Weltrekord, als er in den 9 Rennen des Renntags achtmal siegte und einmal Zweiter wurde. Einen knappen Monat später fuhr er die französische Stute Passiflore zum Sieg im Preis der Schnellsten. Freundt jedoch strebte nach neuen Herausforderungen und wechselte auf dem Höhepunkt seiner Laufbahn als Privattrainer in den Rennstall von Georges Moreau nach Paris. Dies rief in Kreisen des deutschen Trabrennsports nicht nur positive Reaktionen auf den Plan. Nach zwei Jahren in Frankreich kehrte Freundt nach Gelsenkirchen zurück und konnte sofort wieder an seine alten Erfolge anknüpfen. Von 1967 an dominierte er wieder für vier Jahre das Fahrer-Championat. 1969 gewann er mit Violine das Deutsche Traber-Derby in Berlin.
1970 wurde Eddy Freundt Europameister der Berufstrabrennfahrer. Noch einmal gelang es ihm 1972, diesmal im Gleichstand mit Willi Rode, das Fahrer-Championat für sich zu entscheiden. Seine Aktivitäten im Trabrennsport gingen zurück. Noch einmal engagierte er sich als Privattrainer für das Gestüt Forstwald und trainierte unter anderem die Traber-Stute Babesia.
Mitte der 1980er Jahre war Freundt der erfolgreichste deutsche Trabrennfahrer aller Zeiten. Er zog sich dann für einen längeren Aufenthalt auf die Kanarischen Inseln zurück. Im Anschluss kehrte er noch einmal auf die deutschen Rennbahnen zurück, konnte jedoch nun nicht mehr an seine bisherigen Erfolge anknüpfen. Er erlitt bei einem Watt-Rennen in Cuxhaven-Duhnen hinter seinem eigenen Pferd Ranger einen Hirnschlag und verstarb kurze Zeit später im Krankenhaus.
In seiner Berufskarriere errang Freundt 6366 Siege als Fahrer. Er liebte es nach eigenen Angaben mehr, die Pferde zu trainieren, als selbst zu fahren.

## Nachweise
1. ↑  Deutsche Traber Zeitung. Nr. 44/40.Jahrgang. Verlagsgemeinschaft Deutscher Sportverlag / Union Sportverlag, Köln / Berlin 1964, S. 1 ff.
2. ↑  Eddy Freundt. In: Hall Of Fame - Deutscher Trabrennsport. Abgerufen am 28. Februar 2022 (deutsch).

| Personendaten    | Personendaten              |
| ---------------- | -------------------------- |
| NAME             | Freundt, Eddy              |
| KURZBESCHREIBUNG | deutscher Trabrennsportler |
| GEBURTSDATUM     | 24. April 1929             |
| GEBURTSORT       | Hamburg                    |
| STERBEDATUM      | 16. Juli 1990              |